# 西安普敦 (麻薩諸塞州)
西安普敦（英語：Westampton）是一個位於美國麻薩諸塞州漢普夏縣的鎮。

## 人口
根據2020年美國人口普查的數據，西安普敦的面積為70.90平方千米，當中陸地面積為70.40平方千米，而水域面積為0.50平方千米。當地共有人口1622人，而人口密度為每平方千米23人。